# Districts du Rwanda
Pour les articles homonymes, voir District.

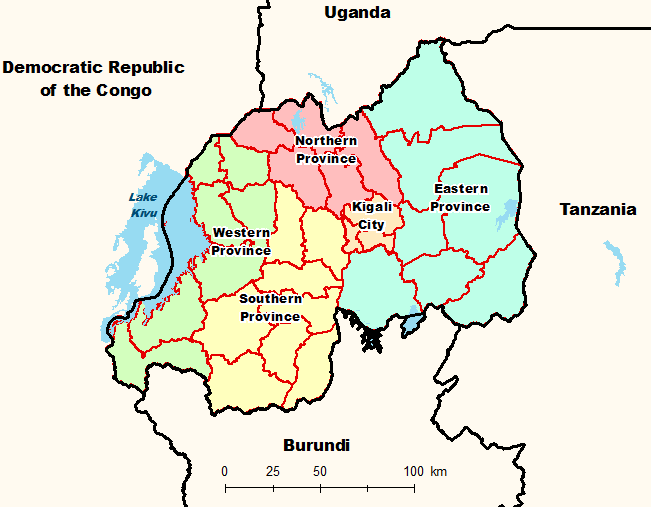
Districts du Rwanda

Le district (en kinyarwanda : akarere au singulier, uturere au pluriel) est une entité administrative du Rwanda, subdivision de chacune des cinq provinces du pays. Chaque district est divisé en secteurs, eux-mêmes divisés en cellules, elles-mêmes divisées en « villages ».

## Districts de la province de l'Est
- Bugesera
- Gatsibo
- Kayonza
- Kirehe
- Ngoma
- Nyagatare
- Rwamagana

## Districts de la province du Nord
- Musanze
- Burera
- Gicumbi
- Rulindo
- Gakenke

## Districts de la province de l'Ouest
- Rusizi
- Nyamasheke
- Karongi
- Rutsiro
- Ngororero
- Rubavu
- Nyabihu

## Districts de la province du Sud
- Muhanga
- Kamonyi
- Nyanza
- Gisagara
- Huye
- Nyaruguru
- Ruhango
- Nyamagabe

## Districts de la province de Kigali
- Nyarugenge
- Gasabo
- Kicukiro